# Parti du congrès de l'indépendance de Madagascar
 (février 2020).
Le Parti du Congrès de l'indépendance de Madagascar (en malgache Antoko'ny Kongresi'ny Fahaleovantenan'i Madagasikara) AKFM, est un parti communiste basé à Madagascar et fondé le 8 novembre 1958 par Richard Andriamanjato et Francis Sautron.

## Historique
Le Parti du congrès de l'indépendance de Madagascar fut dirigé par son président fondateur Richard Andriamanjato, un pasteur protestant issu de la communauté Merina. Historiquement, l'AKFM fut essentiellement dominé par les membres et militants d'origine Merina. Richard Andriamanjato établit des liens avec le Parti communiste français. L'AKFM prôna dès sa création l'indépendance de Madagascar. 
Initialement, le parti du Congrès de l'indépendance de Madagascar était développé dans la région d'Antananarivo et d'Antsiranana. Le 11 octobre 1959, l'AKFM remporté les élections municipales à Antananarivo avec 25 sièges sur 37, ainsi qu'à Diégo-Suarez (aujourd'hui Antsiranana) où il s'allia au mouvement FISEMA et remportèrent 19 sièges sur 27 et dont le maire fut Francis Sautron.
La secrétaire générale de l'AKFM de 1960 à 1990 fut Gisèle Rabesahala. Sous la République démocratique malgache, l'AKFM a fait partie du Front de défense de la Révolution, la coalition unique au pouvoir, formée par le président Didier Ratsiraka.